# Kaspi.kz
Kaspi.kz — казахстанская технологическая компания-«единорог», в состав которой входят ТОО «Kaspi Магазин», АО «Kaspi Bank», ТОО «Kaspi Pay» и ТОО «Kaspi Travel».
В 2020 году стала одной из самых быстрорастущих IT-финансовых организаций Европы и Евразии, и ведущим игроком на финансовом рынке Казахстана.

## Бизнес-система
Kaspi.kz объединяет сервисы онлайн-платежей и P2P-переводов, управления личными средствами и онлайн-покупок с доставкой. Компания работает на трёх платформах, — платежи, маркетплейс и финтех — интегрированных в одноимённое мобильное приложение. В 2020 году оно заняло третье место по вовлечённости пользователей внутри приложения в мире после WeChat и WhatsApp.
Эксперты в области IT-индустрии Казахстана считают Kaspi.kz примером успешной финансовой бизнес-экосистемы не только в Казахстане, но и в мире и прорывом, который нужно мультиплицировать.

## Платежи
В 2019 году была запущена сеть для сквозных платежей, отправления и получения мгновенных P2P-переводов между потребителями и продавцами с помощью мобильного приложения и технологии QR.
За 9 месяцев 2020 года через Kaspi.kz было проведено 1,6 млрд платежей на сумму 15,2 трлн тенге, из них 19,1 млн было передано в бюджет.
В июле 2020 года Kaspi.kz закрепил право собственности на технологии и алгоритм выпуска платёжных карточек с использованием мобильного приложения и картомата, получив патент от Национального института интеллектуальной собственности. В сентябре 2020 года Kaspi.kz сделал открытой лицензию на Kaspi Картомат на территории Казахстана.

## Маркетплейс
C 2018 по 2022 год Kaspi.kz в рэнкинге TOP KZ Retail E-Commerce занимал первое место среди казахстанских торговых интернет-площадок по объёму выручки онлайн-продаж, а так же 70 % рынка интернет-торговли. Kaspi.kz насчитывает 12 млн пользователей при общем населении Казахстана в 19 млн человек.
17 ноября 2017 года Kaspi.kz впервые провёл акцию «Kaspi Жұма», в рамках которой выдал потребительские кредиты на приобретение 250 тысяч товаров на 20 млрд тенге. За время акции ссудный портфель банка вырос на 2 %. В итоге, в 2017 году Kaspi Магазин забрал на себя 60 % рынка бытовой техники в Казахстане.
28 августа 2020 года компания приобрела интернет-компанию по продаже авиабилетов Santufei (Kaspi Travel).
В первой половине 2020 года через платформу Kaspi.kz было проведено более 900 тысяч заказов на 69 миллиардов тенге. За год направление Kaspi Travel выросло в 50 раз.

## Финтех
Платформа основывается на финансовых продуктах казахстанского розничного банка Kaspi Bank, на который приходится более двух третей цифрового банковского рынка в Казахстане.
Доля банка на рынке карточных транзакций превышает совокупную долю Visa и Mastercard в почти 2,5 раза. Kaspi.kz является драйвером роста безналичных платежей в Казахстане, в 2020 году рост составил 120 %.
В ноябре 2019 года председатель Kaspi.kz объявил 2020 год годом поддержки и развития партнёров малого и среднего бизнеса, одновременно запустив онлайн-бизнес-кредитование.
Kaspi разработал процесс принятия кредитных решений и скоринговую модель, которая использует алгоритмы и прогнозные модели для оценки кредитного риска потребителей.
По итогам 2019 года Kaspi Bank стал самым эффективным по использованию своих активов и собственного капитала.

## Сотрудничество с государством
В марте 2020 года Kaspi.kz способствовал реализации государственной программы социальной поддержки населения в связи с введением чрезвычайного положения и сокращением рабочих мест и отпусков без содержания населения из-за COVID-19. Через приложение компании жителям Казахстана было зачислено социальное пособие, общая сумма которого составила 4,4 миллиона тенге.
В октябре того же года была проведена интеграция информационных систем Министерства цифрового развития, инноваций и аэрокосмической промышленности Казахстана, государственной базы данных «Е-лицензирование» и Kaspi.kz с целью создания сервиса для регистрации индивидуальных предпринимателей в приложении компании. Позднее так же была реализована возможность изменения реквизитов ИП.
В 2021 году совместно также и с Министерством внутренних дел компания запустила услугу переоформления и проверки автомобиля через мобильное приложение Kaspi.kz; ещё через полтора года появилась возможность замены водительского удостоверения онлайн.
Ряд проектов, запущенных в 2022 году, предоставил клиентам Kaspi.kz безопасный и удобный доступ к их электронным документам: удостоверению личности, паспорту вакцинации, водительскому удостоверению, свидетельству о заключении брака, свидетельству о рождении, — а также к справкам по социальным пособиям и пенсионным накоплениям. Помимо этого, при участии Министерства здравоохранения были реализованы возможности получить справки из психоневрологического, наркологического, туберкулезного центров, оформить свидетельство о рождении ребёнка.
В 2023 году Kaspi.kz, Министерство финансов и Комитет госдоходов запустили сервис Kaspi Касса, который позволил предпринимателям бесплатно получить контрольно-кассовую машину и платёжный POS-терминал в рамках одного устройства. При содействии Комитета миграционной службы МВД, Министерства юстиции, РГП «ИПЦ» также была предоставлена возможность прописки и выписки по месту жительства.
Все сервисы, связанные с государственными услугами, Kaspi.kz разрабатывал и запускал в сотрудничестве с МЦРИАП РК.

## Руководство
Председатель правления — Михаил Ломтадзе.
Акционерами Kaspi.kz являются: Вячеслав Ким (23,35 %), Михаил Ломтадзе (24,55 %), фонд Baring Vostok (28,8 %). Также 20,18 % принадлежат публичным инвесторам и 3,12 % менеджменту

## IPO
9 ноября 2018 года, на ежегодной презентации продуктов и сервисов Kaspi.kz, председатель правления Михаил Ломтадзе объявил о планах компании провести IPO на Лондонской фондовой бирже.
IPO состоялось в октябре 2020 года и было признано вторым крупнейшим по величине и четвёртым во всей Европе в 2020 году.
Начальная цена предложения была установлена на уровне $33,75 за одну глобальную депозитарную расписку (GDR).
Общий размер сделки по предложению варьировался от 742 до 879 миллионов долларов, компания продала своих акций на 1 миллион долларов с рыночной капитализацией 6,5 миллиардов долларов. После чего капитализация компании превысила $20 млрд. Это сделало Kaspi.kz самой дорогой публичной казахстанской компанией.
Эксперты считают, что IPO Kaspi.kz стало бенчмарком оценки казахстанских банков и самой успешной венчурной инвестицией на территории.
19 октября 2023 года компания Kaspi.kz подала заявку на размещение американских депозитарных расписок (ADS) на бирже NASDAQ в Нью-Йорке. 19 января 2024 года на американской бирже NASDAQ, компания продала более 11 миллионов акций и привлекла более 1 миллиарда долларов США. IPO Kaspi.kz стало крупнейшим в США с октября прошлого года и одним из первых в 2024 году.

## История
Kaspi был основан Вячеславом Кимом в 2002 году, когда он купил приватизированный банк «Каспийский». Однако настоящая трансформация началась в 2006 году, когда Baring Vostok, крупнейший в России фонд частных капиталовложений, приобрел долю в компании. Это привело к тому, что в 2007 году к команде менеджеров присоединился Михаил Ломтадзе, который вместе с Кимом преобразовал Kaspi в крупнейшую казахстанскую финтех-компанию. Ломтадзе увидел конкурентное преимущество в технологиях и сервисе, перераспределил ресурсы, начал инвестировать в инновации, открывать больше физических отделений, развивать такие банковские продукты, как депозиты, кредиты и кредитные карты. К 2012-му банк выпустил более 1 млн карт и став лидером в Казахстане.
15 ноября 2008 года, в результате ребрендинга АО «Банк Каспийский» сменил название на АО «Kaspi Bank».
16 сентября 2015 года на основании Постановления Правления Национального Банка Республики Казахстан № 166 от 16 сентября 2015 года акционерному обществу «kaspi» было выдано согласие на приобретение статуса банковского холдинга (косвенного) акционерного общества «Kaspi Bank».
2 апреля 2018 года акционерное общество «Kaspi» было переименовано на Акционерное общество Kaspi.kz.
17 сентября 2019 года Kaspi.kz вышел на рынок Азербайджана после покупки онлайн-сервисов по размещению и публикации частных объявлений о продаже и покупке автомобилей (Turbo.az), недвижимости (Bina.az), товаров и услуг (Tap.az).
В июле 2021 года Kaspi.kz вышел на рынок Украины, купив платежную систему Portmone Group А уже в октябре Kaspi подписал договор о купле-продаже БТА Банка Украины (дочерняя организация казахстанского БТА Банка Казахстан). Это позволит компании получить банковскую и платежные лицензии в регионе, а так же аккредитацию Visa и MasterCard на Украине. Сумма сделок не разглашается.
В 2025 году Kaspi.kz вышел на рынок Турции купив контрольный пакет акций  платформы электронной коммерции Hepsiburada

## Достижения
В декабре 2019 года Kaspi.kz вошёл в список 35 национальных ИТ-чемпионов и попал в топ-7 компаний в сфере «Электронная коммерция и финансы», согласно рейтингу проведённому Министерством цифрового развития, инноваций и аэрокосмической промышленности Республики Казахстан.
В 2019 году Kaspi.kz был назван «Лучшим e-commerce проектом» и «Лучшим мобильным приложением» на QAZNET 25 YEARS FORUM.
В 2020 году сайт Kaspi.kz был признан одним из самых безопасных веб-ресурсов среди банков Казахстана.
В апреле 2021 Kaspi.kz признан лучшим работодателем в финансовом секторе, по итогам международного исследования привлекательности брендов Randstad Employer Brand Research 2021.
22 сентября 2021 года на ежегодном саммите «Kazakhstan Growth Forum», Kaspi.kz получил звание «Трансформатора года» за создание нового клиентского опыта, а успешное IPO на Лондонской фондовой бирже было признано «Лучшей сделкой года».
Компания Kaspi.kz опубликовала финансовые результаты за 2024 год, подтверждённые международным аудитором Deloitte. Чистая прибыль компании достигла рекордной отметки в 1,05 триллиона тенге.